# Boris Kachine
Boris Sergeïévitch Kachine (en russe : Борис Сергеевич Кашин), né le 3 juillet 1951 à Moscou, est un mathématicien russe, membre de l'Académie des sciences de Russie depuis 2011,, Doktor nauk, professeur à la faculté de mécanique et de mathématiques de l'université d'État de Moscou. Il est membre du Comité central du Parti communiste de la fédération de Russie depuis 2000.

## Carrière scientifique
Kachine est diplômé de la Faculté de mécanique et de mathématiques MSU de l'université d'État de Moscou en 1973. Puis il entre à l'Institut mathématique de Steklov, où il travaille actuellement. 
En 1976, il soutient sa thèse de candidat (titre de la thèse « On Some Properties of Functional and Orthogonal Series ») sous la direction de Piotr L. Ulyanov, et en 1977 sa thèse de doctorat. En 1990, il reçoit le titre de professeur. 
Membre du Parti communiste de l'Union soviétique depuis 1980,  il est élu membre correspondant de l'Académie russe des sciences en 1997. 
Il est, en 2020, rédacteur en chef de la revue Matematicheskiĭ Sbornik.

## Travaux
Il travaille en analyse réelle et complexe, et analyse fonctionnelle,. Son livre sur les séries orthogonales est traduit en anglais

## Activité politique
En 2012, en tant que député de la Douma d'État, Kachine est parmi les initiateurs du projet de Loi Dima Iakovlev.